# Bądź jak metal
Bądź jak metal – drugi album studyjny thrashmetalowego zespołu Egzekuthor wydany 29 marca 2008 roku.

## Lista utworów
1. "Widmo wojny" - 5:35
2. "Łycha" - 4:02
3. "Powroty" - 4:08
4. "Cień orła" - 6:38
5. "Zakąska" - 4:21
6. "Wodnik" - 5:18
7. "Żuk" - 3:58
8. "Bądź jak metal" - 4:57

## Twórcy
- Jarosaw Polaski "Morda" - śpiew
- Krzysztof Janiuk "Iron" - gitara basowa
- Grzegorz Styp-Rekowski "Siwy"  - gitara elektryczna
- Józef Kuśmierek "Cygan"  - instrumenty perkusyjne